# Reinhold Burger
Reinhold Burger (ur. 12 stycznia 1866 w pobliżu Baruth/Mark, zm. 21 grudnia 1954 w Berlinie) – niemiecki inżynier, wynalazca i przedsiębiorca.

## Życiorys
Reinhold Burger urodził się 12 stycznia 1866 roku w pobliżu Baruth/Mark. W wieku 15 lat przeniósł się do Berlina i podjął praktyki w CAF Geissler & Sohn. Następnie pracował i ćwiczył w inżynierii w Siemens & Halske, ale w 1890 roku przeniósł się do USA. Pracował kolejno w Nowym Jorku, Brooklynie, Bostonie, Filadelfii i Chicago. Po powrocie do Berlin pozyskał inwestorów i założył w 1894 roku wytwórnię instrumentów szklanych R. Burger & Co., która produkowała m.in. termometry, naczynia laboratoryjne, pompy próżniowe, rurki próżniowe oraz medyczny sprzęt diagnostyczny.
W 1901 roku Burger oraz Wilhelmem Röntgenem uzyskali wspólnie patent na lampę rentgenowską. W 1903 roku Burger zainteresował się termosami, których pierwowzór zaprezentował w 1892 roku sir James Dewar. Naczynie Dewara zostało zaprojektowane jako naczynie laboratoryjne, przeznaczone dla wąskiego grona odbiorców, a jego wynalazca nie zastrzegł sobie praw patentowych. Początkowo Burger chciał ulepszyć urządzenie, by umożliwić bezpieczne przechowywanie skroplonego tlenu do eksperymentów Carla von Linde. Z czasem Burger wpadł na pomysł wykorzystania tego typu naczyń do przechowywania napojów. Burger ogłosił konkurs na nazwę urządzenia, wygrało wówczas określenie thermos, nadesłane przez mieszkańca Monachium. Burger opatentował termosy w Niemczech, a wkrótce jego laboratorium opracowało wytrzymalszy termos w metalowej obudowie.
Zmarł 21 grudnia 1954 roku w Berlinie.